# Verlagskaufmann
Verlagskaufleute sind in Zeitungs- und Zeitschriftenverlagen sowie Buchverlagen tätig. Es handelte sich um einen Ausbildungsberuf. 2006 wurde der Ausbildungsberuf Verlagskaufmann durch das neu geschaffene Berufsbild Medienkaufmann Digital und Print ersetzt. Die Ausbildung nach dem Berufsbild Verlagskaufmann dauerte je nach Schulabschluss zwei bis drei Jahre. Für Verlagskaufleute gab es in 30 deutschen Städten an öffentlichen Berufsschulen eigene Verlagsfachklassen, deren Besuch die betriebliche Ausbildung ergänzte.
Wichtige betriebliche und schulische Inhalte der Ausbildung waren Arbeitsorganisation, Marketing, Vertrieb, Anzeigen, Redaktion und Lektorat, Rechte und Lizenzen, Herstellung, Beschaffung und Lagerhaltung, kaufmännische Planung, Steuerung und Controlling.